# Oldřiš (Merklín)
Oldřiš (německy Ullersgrün) je malá vesnice, část obce Merklín v okrese Karlovy Vary v Karlovarském kraji. Nachází se asi 1,5 kilometru východně od Merklína. V roce 2011 zde trvale žilo 37 obyvatel.
Oldřiš leží v katastrálním území Oldřiš u Merklína o rozloze 4,66 km².

## Historie
První písemná zmínka o vesnici pochází z roku 1273.

## Obyvatelstvo
Při sčítání lidu v roce 1921 zde žilo 165 obyvatel (z toho 82 mužů) německé národnosti a římskokatolického vyznání. Podle sčítání lidu z roku 1930 měla vesnice 203 obyvatel německé národnosti, kteří se kromě dvou evangelíků hlásili k římskokatolické církvi.

## Obecní správa
Při sčítání lidu v letech 1869–1930 Oldřiš byl samostatnou obcí v okrese Jáchymov. Od roku 1950 je částí obce Merklín, se kterým patřil nejprve do okresu Karlovy Vary-okolí, ale od roku 1960 v okrese Karlovy Vary.

## Pamětihodnosti
- Kaplička
- Pomník obětem války

## Galerie

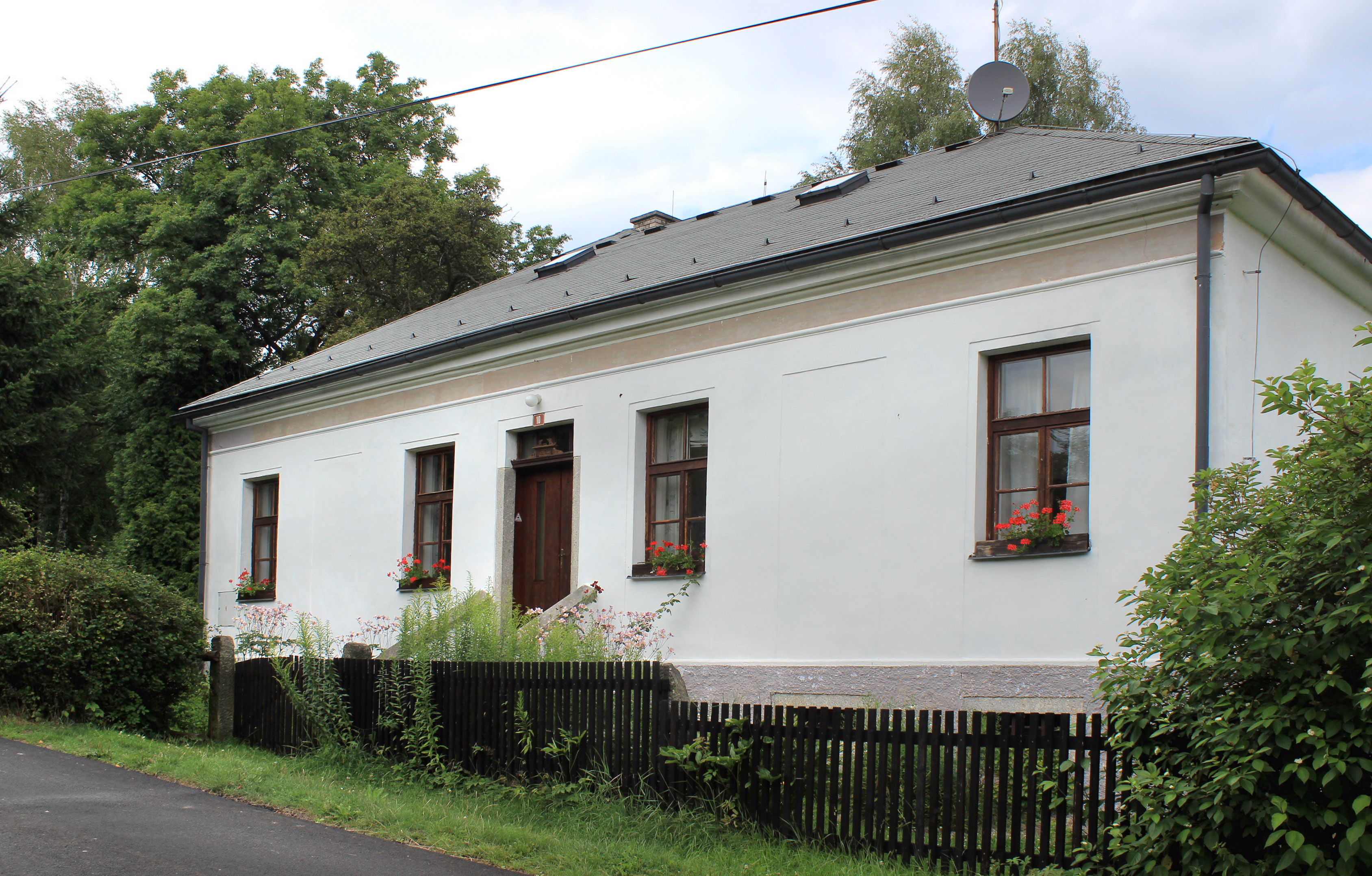
Bývalá škola
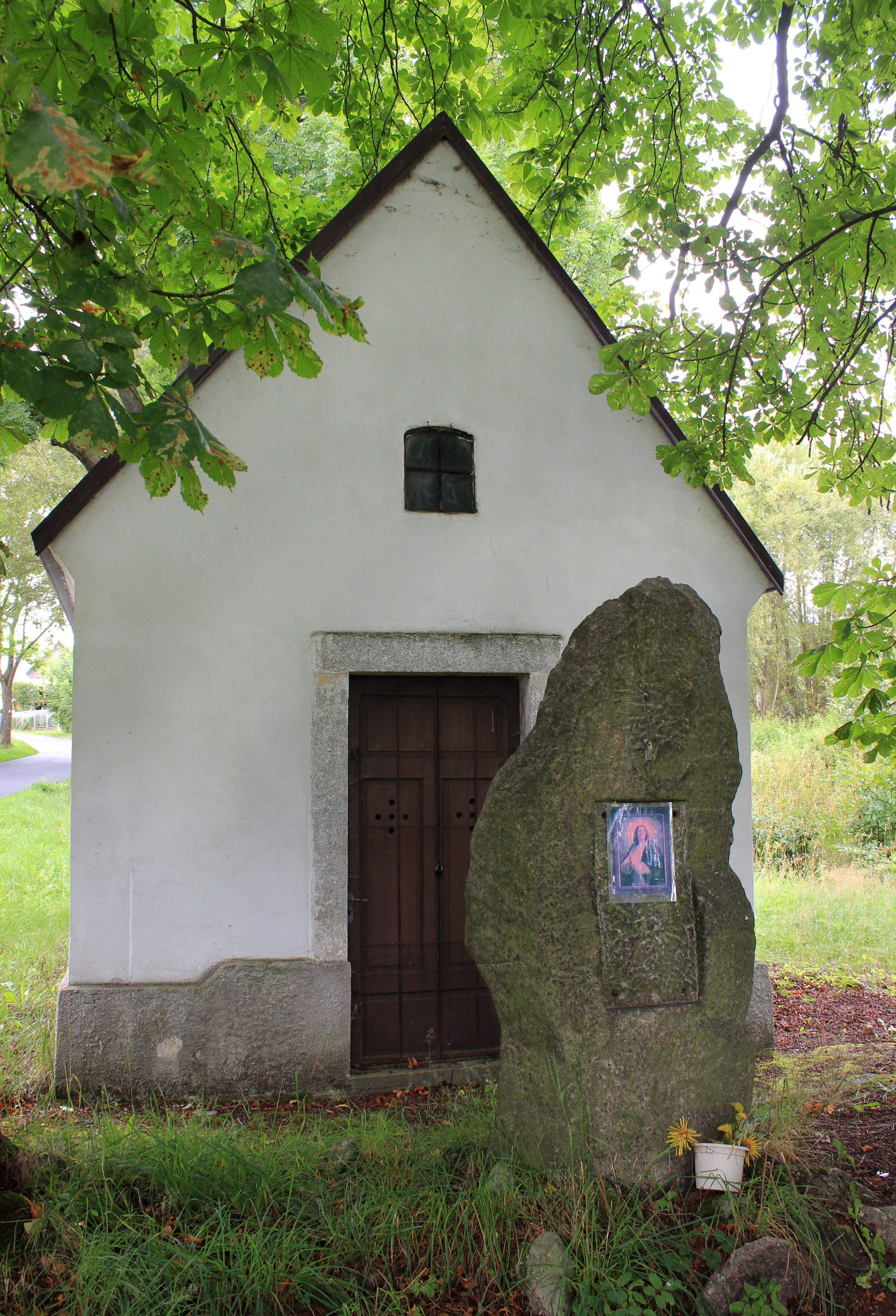
Kaple pod stromy
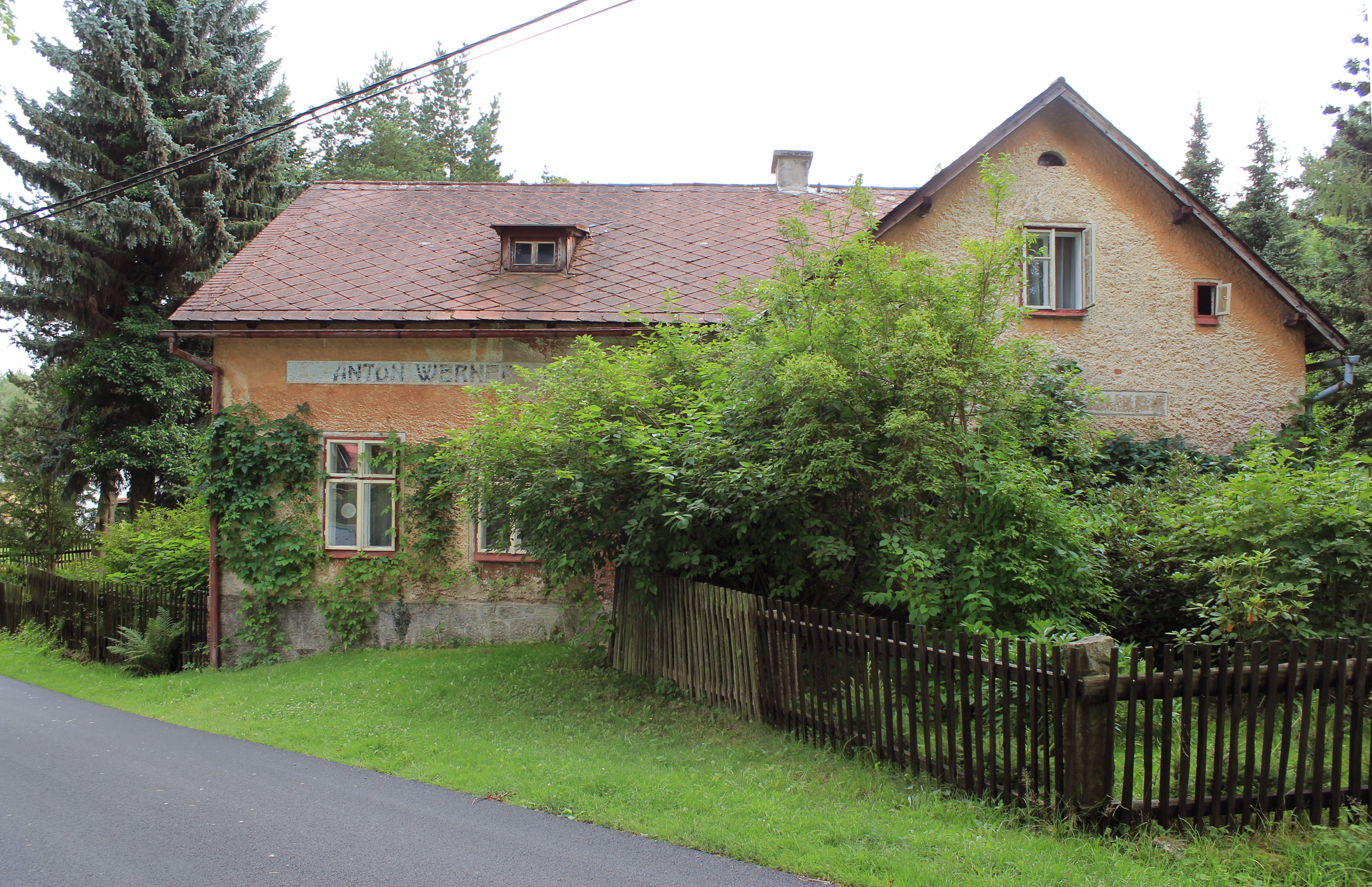
Dům čp. 18